# Kremnitz (Kronach)
Die Kremnitz ist der namentlich 17,5 km, mit seinem Quellbach Finsterbach 19,7 km lange rechte Quellfluss der Kronach in Oberfranken. Hydrografisch betrachtet bilden Finsterbach, Kremnitz und Kronach einen durchgehenden Wasserlauf, Gewässerkennzahl 241446.

## Name
Der Name leitet sich vom slawischen *kremenъna (rěka) mit der Bedeutung „Fluss mit Kieselsteinen“ ab.

## Geographie

### Verlauf
Die Kremnitz entspringt als Finsterbach im Frankenwald nordöstlich der Gemeinde Reichenbach. Bei  Wilhelmsthal vereinigt sie sich mit der Grümpel zur Kronach.

### Zuflüsse
Auswahl.
- Finsterbach (Oberlaufname), bis östlich von Reichenbach, ca. 590 m ü. NHN
- Reichenbach (rechts), an der Kommunalgrenze Reichenbach/Teuschnitz, ca. 529 m ü. NHN
- Bürgersbach (rechts), Teuschnitz-Finkenmühle, ca. 463 m ü. NHN
- Fibigsgraben (rechts), Gmkg. Teuschnitz-Wickendorf, ca. 454 m ü. NHN
- Eftersbach (rechts), Gmkg. Teuschnitz-Wickendorf, ca. 447 m ü. NHN
- Lahmersgrundgraben (rechts), Gmkg. Wilhelmsthal-Effelter, ca. 426 m ü. NHN
- Dober (links), Gmkg. Wilhelmsthal-Lahm (11,83 km), ca. 424 m ü. NHN
- Rauschenbach (rechts), Gmkg. Wilhelmsthal-Lahm, ca. 413 m ü. NHN
- Pfaffenbach (links), Gmkg. Wilhelmsthal-Hesselbach, ca. 406 m ü. NHN
- Teuschnitz (links), Wilhelmsthal-Gifting (12,26 km), 385 m ü. NHN

### Flusssystem Kronach
- Fließgewässer im Flusssystem Kronach